# Перу на літніх Олімпійських іграх 2012
Перу на літніх Олімпійських ігор 2012 представляли 16 спортсменів у 9 видах спорту.

## Академічне веслування
Чоловіки
| Спортсмени       | Дисципліна | Відбіркові заїзди | Відбіркові заїзди | Втішний заїзд | Втішний заїзд | Чвертьфінали | Чвертьфінали | Півфінали | Півфінали | Фінал   | Фінал |
| Спортсмени       | Дисципліна | Час               | Місце             | Час           | Місце         | Час          | Місце        | Час       | Місце     | Час     | Місце |
| ---------------- | ---------- | ----------------- | ----------------- | ------------- | ------------- | ------------ | ------------ | --------- | --------- | ------- | ----- |
| Віктор Аспільяха | Одиночки   | 7:13.79           | 5                 | 7:10.54       | 3             | Н/Д          | Н/Д          | 7:53.76   | 2         | 7:35.88 | 27    |